# Sadalbari
Sadalbari eller My Pegasi (μ Pegasi, förkortat My Peg, μ Peg) som är stjärnans Bayerbeteckning, är en ensam stjärna belägen i den mellersta delen av stjärnbilden Pegasus. Den har en skenbar magnitud på 3,51 och är synlig för blotta ögat där ljusföroreningar ej förekommer. Baserat på parallaxmätning inom Hipparcosuppdraget på ca 30,7 mas, beräknas den befinna sig på ett avstånd på ca 106 ljusår (ca 33 parsek) från solen.

## Nomenklatur
My Pegasi har det traditionella namnet Sadalbari, som härrör från den arabiska termen för "lyckans stjärna för den lysande". År 2016 organiserade Internationella astronomiska unionen en arbetsgrupp för stjärnnamn (WGSN) med uppgift att katalogisera och standardisera riktiga namn för stjärnor. WGSN fastställde namnet Sadalbari för den här stjärnan den 21 augusti 2016 vilket ingår nu i listan över IAU-godkända stjärnnamn.

## Egenskaper
Sadalbari är en gul till vit jättestjärna av spektralklass G8 III. Den har en massa som är omkring 30 procent större än solens massa, en radie som är ca 10 gånger större än solens och utsänder från dess fotosfär ca 48 gånger mera energi än solen vid en effektiv temperatur på ca 4 950 K.